# マテーラ県

マテーラ県
Provincia di Matera

マテーラ県（マテーラけん、イタリア語: Provincia di Matera）は、イタリア共和国バジリカータ州に属する県の一つ。県都マテーラ（マテラ）は県北部の丘陵地帯に位置し、その旧市街は「マテーラの洞窟住居」としてユネスコの世界遺産に登録されている。

## 地理

### 位置・広がり
バジリカータ州に属する2つの県のうち、東側に位置する県である。北東にプッリャ州、南にカラブリア州と境界を接し、南東部はイオニア海のターラント湾に面する。県都マテーラは県域の北部に位置し、バーリから南南西へ約55km、ターラントから西北西へ約57km、ポテンツァから東へ約67km、ナポリから東南東へ約198kmの距離にある。
隣接する県は以下の通り。
- バーリ県 （プッリャ州） - 北
- ターラント県 （プッリャ州） - 東
- コゼンツァ県 （カラブリア州） - 南
- ポテンツァ県 - 西

ポテンツァ県内に飛地（トリカーリコの一部）がある。

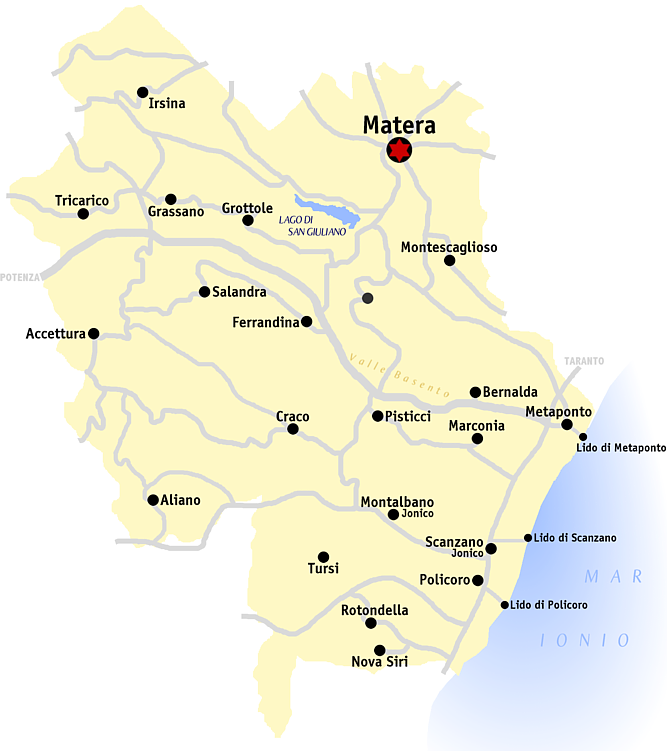
マテーラ県概略図

### 主要な都市
2001年の国勢調査に基づく居住地区（Località abitata）別人口統計によれば、人口8000人以上の都市・集落は以下の通り。（　）内は所属コムーネ（自治体）名を示すが、都市名と同一の場合は省いた。
- マテーラ - 53,262人
- ベルナルダ - 10,418人
- ポリコーロ - 10,850人
- モンテスカリオーゾ - 9,615人
- フェッランディーナ - 9,101人
- MARCONIA（ピスティッチ） - 8,258人

- マテーラの夜景
- ベルナルダ
- モンテスカリオーゾ

## 交通

### 空港
- ピスティッチ空港（イタリア語版） （ピスティッチ）

## 文化・観光

### 世界遺産
- マテーラの洞窟住居（マテーラ）

## 人物

### 著名な出身者
- ヒッパソス - 紀元前5世紀の数学者。メタポンティオン（現在のベルナルダ近郊）の人。
- エジーディオ・ロムアルド・ドゥーニ - 18世紀の作曲家。マテーラ生まれ。
- ジョニー・トーリオ - 禁酒法時代のシカゴのギャング。イルシーナ生まれ。
- ルイジ・デ・カーニオ - サッカー選手・指導者。マテーラ生まれ。
- フランチェスコ・マンチーニ - 20-21世紀のサッカー選手・指導者。マテーラ生まれ。

### ゆかりの人物
- ピタゴラス - 紀元前6 - 5世紀の数学者・哲学者。一説にメタポンティオンで死去。
- フランシス・フォード・コッポラ - 米国の映画監督。祖父がベルナルダ生まれ。